# Orthocentrus radialis
Orthocentrus radialis är en stekelart som beskrevs av Thomson 1897. Orthocentrus radialis ingår i släktet Orthocentrus och familjen brokparasitsteklar. Arten är reproducerande i Sverige. Inga underarter finns listade i Catalogue of Life.